# Niveen Khashab
Niveen Mohammad Ali Khashab (arabisch نيفين محمد علي خشاب, DMG Nīfīn Muḥammad ʿAlī Ḫaššāb; * 13. Juli 1981 in Beirut) ist eine libanesisch-saudische Chemikerin und Hochschullehrerin, deren Arbeit sich mit supramolekularer Chemie und Nanotechnologie befasst. Sie ist Professorin an der König-Abdullah-Universität für Wissenschaft und Technologie (KAUST) in Saudi-Arabien und für ihre Beiträge zur Entwicklung intelligenter Materialien für medizinische und industrielle Anwendungen bekannt.

## Leben
Niveen Khashab studierte Chemie an der Amerikanischen Universität Beirut, wo sie im Juni 2002 ihren Bachelorabschluss erhielt. Sie promovierte im Jahr 2006 unter der Betreuung von Alan R. Katritzky an der University of Florida in Gainesville in Chemie. Sie arbeitete zwischen 2007 und 2009 als Postdoktorandin bei Sir Fraser Stoddart an der Northwestern University und der University of California, Los Angeles.
Im Jahr 2009 wurde Khashab zunächst Assistenzprofessorin an der King Abdullah University of Science and Technology (KAUST) und hat seither dort mehrere akademische und administrative Positionen inne, darunter Associate Dean der Abteilung für Physical Sciences and Engineering.
Im Juli 2024 erhielt Khashab aufgrund ihrer herausragenden wissenschaftlichen Leistungen die saudische Staatsbürgerschaft.

## Wirken
Khashabs Forschungsarbeit konzentriert sich auf supramolekulare Chemie, insbesondere auf die Entwicklung intelligenter, hybrider und nanostrukturierter Materialien, die durch kontrollierte Selbstorganisation entstehen. Ihre Arbeiten umfassen gezielte Medikamentenabgabe, einschließlich fortschrittlicher Methoden zur zielgerichteten Bereitstellung von CRISPR-Cas9 zur Verbesserung von Gentherapien. Weiterhin forscht sie zur Ermöglichung umweltschonender industrieller Verfahren an porösen, selbstorganisierten Materialien zur effizienten Trennung von Benzolderivaten.
Sie entwickelt nanotechnologische Systeme, die auf nicht-kovalenten Wechselwirkungen und hierarchischen Strukturen basieren, inspiriert von biologischen evolutionären Modellen. Ihre Forschung findet im biomedizinischen Bereich Anwendungen, etwa bei Sensorik und Medikamentenverabreichung, im industriellen Bereich in Form von Nanokompositen sowie im Umweltschutz, besonders im Bereich nachhaltiger Landwirtschaft.
Khashab erhielt zahlreiche Auszeichnungen, darunter den Crow Award in Organic Chemistry (2004), den AlMaraai Award for Nanotechnology (2013), und den UNESCO-L’Oréal-Preis (2017). Im Jahr 2023 wurde ihr für ihre innovativen Beiträge zur Anwendung von Nanomaterialien in Medizin und Industrie der Great Arab Minds Award in den Naturwissenschaften verliehen. Ebenfalls 2023 erhielt sie für ihre bedeutenden unabhängigen Beiträge zur supramolekularen Chemie den Cram Lehn Pedersen Prize.
Neben ihrer Forschung setzt sich Khashab in der wissenschaftlichen Gemeinschaft ein und dient als Herausgeberin mehrerer wissenschaftlicher Fachzeitschriften.